# Facultad de Agronomía (Universidad de la República)
La Facultad de Agronomía forma parte de las catorce facultades de la Universidad de la República.  Su principal casa de estudios se sitúa sobre la avenida Garzón 780, en el barrio de Sayago, en Montevideo, Uruguay.
Cuenta además cuatro estaciones experimentales en distintas zonas del país: Centro Regional Sur (CRS, Canelones), Estación Experimental Dr. Mario A. Cassinoni (EEMAC, Paysandú), Estación Experimental Facultad de Agronomía Salto (EEFAS, Salto) y Estación Experimental Bernardo Rosengurtt (EEBR, Cerro Largo).

## Estudiantes
| 1960 | 1968 | 1974 | 1988 | 1999 | 2007 | 2012 |
| ---- | ---- | ---- | ---- | ---- | ---- | ---- |
| 438  | 940  | 1628 | 1764 | 1443 | 1742 | 2289 |

## Títulos
La facultad entrega los siguientes títulos de grado y posgrado:
- Ingeniero Agrónomo (5 años, 4000hs).
- Ingeniería de Alimentos (5 años, 450 créditos).
- Licenciatura en Vinicultura y Enología (4 años, 360 créditos).
- Licenciatura en Diseño de Paisaje (4 años, 360 créditos).

## Decanos
La lista de decanos de la facultad desde su inauguración hasta el presente es la siguiente:
| Decano                                          | Período           | Notas                                                          |
| ----------------------------------------------- | ----------------- | -------------------------------------------------------------- |
| Alejandro Backhaus                              | 1907 - 1910       |                                                                |
| Héctor Raquet                                   | 1910 - 1914       |                                                                |
| Enrique Etcheverry                              | 1914 - 1926       | Renuncia en 1926                                               |
| Jacobo De L'Harpe                               | 1926 - 1927       | Asume en forma interina ante la renuncia de Enrique Etcheverry |
| Pedro Menéndez Lees                             | 1927 - 1933       |                                                                |
| Jaime Molins (h)                                | 1933 - 1939       |                                                                |
| Gustavo Spangenberg                             | 1939 - 1946       |                                                                |
| Arturo Montoro Guarch                           | 1946 - 1949       |                                                                |
| Intervención por las autoridades universitarias | 1949 - 1952       |                                                                |
| Bernardo Rosengurtt                             | 1952 - 1957       |                                                                |
| Julio Echvearría                                | 1957 - 1959       |                                                                |
| Carlos A. Fynn                                  | 1960 - 1964       |                                                                |
| Luis V. de León                                 | 1964 - 1968       |                                                                |
| Santos Arbiza                                   | 1968 - 1973       | Destituido por la dictadura cívico-militar                     |
| Adolfo Berro                                    | 1973 - 1977       | Decano interventor                                             |
| Daniel Faggi                                    | 1977 - 1982       | Decano interventor                                             |
| Armando Rabuffetti                              | 1983 - 1985       | Decano interventor                                             |
| Bernardo Rosengurtt                             | 1985              | En forma interina                                              |
| Santos Arbiza                                   | 1985              |                                                                |
| Álvaro Díaz                                     | 1986 - 1993       |                                                                |
| Artigas Durán                                   | 1993 - 1994       | En forma interina                                              |
| Gonzalo González                                | 1994 - 2000       |                                                                |
| Artigas Durán                                   | 2000 - 2002       |                                                                |
| Gonzalo Pereira                                 | 2002 - 2006       |                                                                |
| Fernando García Préchac                         | 2006 - 2014       |                                                                |
| Jorge Monza                                     | 2014              | En forma interina                                              |
| Jorge Urioste                                   | 2014 - 2018       |                                                                |
| Ariel Castro                                    | 2019 - 2022       |                                                                |
| Pablo Speranza                                  | 2022 - actualidad |                                                                |

## Sedes

Edificio de la Facultad de Agronomía

El edificio de la Facultad de Agronomía fue inaugurado el 12 de setiembre de 1909 en los predios de la antigua quinta de Pereira, en Sayago. Dichos predios habían sido adquiridos desde los inicios de la facultad, y durante el período de la obra la antigua quinta sirvió de sede provisoria. El proyecto estuvo a cargo del arquitecto Américo Maini y en su inauguración estuvo presente el presidente Claudio Williman.
En su sede central, en Montevideo, la Facultad cuenta además con el Herbario Bernardo Rosengurtt, en homenaje al botanista uruguayo. El Herbario posee aproximadamente 90.000 especies recolectadas,fundado en 1908. Su sigla internacional es MFVA. 
La sede más antigua de la Facultad en el interior del país es la Estación Experimental Dr. Mario A. Cassinoni (Paysandú). Está ubicada en el kilómetro 363 de la Ruta 3. Fue inaugurada el 18 de julio de 1963 y lleva su nombre en homenaje al ex rector de la Universidad de la República, Dr. Mario Cassinoni. 
Es un centro universitario en el que se desarrollan actividades de investigación, extensión y enseñanza de grado y posgrado. Cuenta con la primera biblioteca universitaria que existó en el interior del país, creada en mayo de 1964. La "Guía de Fuentes de Información sobre la historia de la EEMAC: Creación e inicios de la Estación Experimental de Paysandú (1963-1964)", publicada en 2024 permite acceder a fuentes documentales sobre este período.